# Uvaria furfuracea
Uvaria furfuracea är en kirimojaväxtart som först beskrevs av A. Dc., och fick sitt nu gällande namn av Henri Ernest Baillon. Uvaria furfuracea ingår i släktet Uvaria och familjen kirimojaväxter. Inga underarter finns listade i Catalogue of Life.